# 榆村乡
榆村乡，是中华人民共和国安徽省黄山市休宁县下辖的一个乡镇级行政单位。

## 行政区划
榆村乡下辖以下地区：
富溪村、榆村、太塘村、桃溪村、藏溪村、岭脚村和郑湾村。
榆村乡地处休宁县南部，黄山市府所在地屯溪的东南端，与屯溪区、歙县接壤，总面积58.8平方公里，辖7个村60个村民组，人口1.05万，距市区屯溪仅7公里，离徽杭高速路口3.5公里，市区16路公交车直达，交通便捷，区位优势明显。
　　榆村乡历史悠久，文化底蕴丰厚，境内有明代的七层辛峰塔、明代万历年间紫宸近侍坊和清代乾隆恩准的节孝坊各一座；榆村板龙、富溪滚龙远近闻名；这里曾经是大书法家董其昌曾执过教鞭的地方，也是“扬州八怪”之一汪士慎的故乡。
　　榆村乡物产资源丰富，生态环境佳，盛产竹、木、茶等，森林覆盖率82.5%，以榆村富溪优质超级稻、太塘无公害有机茶、庄干食用菌三大基地为基础，发展特色产业和现代农业，庄干蘑菇闻名全市，工业、农产品加工业日趋兴旺，黄山齐云消防设备公司、鑫阳贸易有限公司等企业逐步做大做强，劳务输出成为农民增收的一大亮点。
　　